# Tatra 138
Tatra 138 – rodzina samochodów ciężarowych wysokiej ładowności produkowanych w latach 1959–1971 przez czechosłowacką firmę Tatra. Pojazdy tej serii wykorzystują tradycyjną dla producenta koncepcję sztywnej ramy szkieletowej i wahliwych półosi zapewniających niezależne zawieszenie. Tatra 138 dostępna była w wariantach 4x4 i 6x6. Całkowita produkcja pojazdu przekroczyła 45 900 egzemplarzy.

## Historia
Tatra 138 była bezpośrednim następcą produkowanego od 1942 roku modelu Tatra 111. Pierwsze prototypy nowego pojazdu powstały w 1950 roku, jednak ostateczna decyzja, aby zastąpić stary model zapadła dopiero dwa lata później, jako część centralnego planowania komunistycznej czechosłowackiej gospodarki państwowej, w której zakłady Tatry miały produkować ciężarówki o ładowności 10–12 ton. Premiera Tatry 138 odbyła się w 1956 roku na II wystawie przemysłu czechosłowackiego w Brnie, firma Tatra wystawiła wówczas dwa nowe modele, T137 (4x4) i T138 (6x6). Oba pojazdy posiadały około 70% części wspólnych. W nowych ciężarówkach w porównaniu do Tatry 111 wprowadzono wiele zmian polepszających środowisko pracy kierowcy, m.in. hydrauliczne wspomaganie kierownicy, sprzęgło wspomagane sprężonym powietrzem i elektro-pneumatyczne sterowanie wyborem biegów w skrzyni biegów. Ponadto pojazd posiadał nowoczesną jak na tamte czasy kabinę i wnętrze zaprojektowane przez profesora Zdeněka Kovářa.
Pomimo dobrej prezentacji obu modeli Tatra 137 stała się przedmiotem sporu między dwoma czechosłowackimi przedsiębiorstwami motoryzacyjnymi – libereckie zakłady samochodowe LIAZ złożyły oficjalny protest przeciwko zamiarowi wejścia Tatry na rynek z siedmiotonowym pojazdem. Zgodnie z dalekosiężnymi centralnymi planami spór został rozstrzygnięty na korzyść libereckiego producenta, co doprowadziło do ostatecznego wycofania się Tatry z produkcji typu T137. Po pewnym czasie samochód oparty na Tatrze 137 powrócił jednak do produkcji seryjnej pod nazwą T138 4x4 jako dwuosiowy ciągnik siodłowy. Produkcję seryjną pojazdu w podstawowej wersji 6x6 rozpoczęto w 1959 roku, a wersji wojskowej 4 lata później. Ciężarówka szybko zyskała popularność na świecie i była eksportowana do wielu krajów m.in. ZSRR, Egiptu, Bułgarii, Rumunii, Francji, Austrii, Jugosławii oraz Holandii. W Polsce pierwsze Tatry 138 pojawiły się pod koniec lat 60. i były wykorzystywane np. w roli ciężkich wozów pożarniczych.

## Dane techniczne
Podstawowe dane techniczne pojazdu:
| Nazwa                                            | Wartość                                                                                           | Źródło            |
| Parametry silnika                                | Parametry silnika                                                                                 | Parametry silnika |
| ------------------------------------------------ | ------------------------------------------------------------------------------------------------- | ----------------- |
| Typ                                              | Tatra 928                                                                                         | [ 4 ] [ 3 ] [ 8 ] |
| Paliwo                                           | olej napędowy                                                                                     | [ 4 ] [ 3 ]       |
| Pojemność skokowa                                | 11 762 cm³                                                                                        | [ 4 ] [ 3 ] [ 1 ] |
| Moc maks.                                        | 132,5 kW przy 2000 obr./min                                                                       | [ 4 ] [ 3 ] [ 1 ] |
| Liczba cylindrów                                 | 8                                                                                                 | [ 4 ] [ 3 ]       |
| Maks. moment obrotowy                            | 720 Nm przy 1200 obr./min                                                                         | [ 4 ] [ 3 ]       |
| Średnica tłoka                                   | 120 mm                                                                                            | [ 4 ] [ 3 ]       |
| Skok tłoka                                       | 130 mm                                                                                            | [ 4 ] [ 3 ]       |
| Kompresja                                        | 1:16,5                                                                                            | [ 4 ] [ 3 ]       |
| Zużycie paliwa                                   | 36 l/100 km                                                                                       | [ 4 ] [ 3 ]       |
| Poj. zbiornika paliwa                            | 150 litrów                                                                                        | [ 4 ] [ 3 ]       |
| Masa silnika                                     | 595 kg                                                                                            | [ 4 ] [ 3 ]       |
| Zużycie oleju silnikowego                        | 0,2 l/100 km                                                                                      | [ 4 ] [ 3 ]       |
| Akumulatory                                      | 2 × 12 V/165 Ah                                                                                   | [ 4 ] [ 3 ]       |
| Parametry podwozia i układu przeniesienia napędu |                                                                                                   |                   |
| Długość                                          | 8,57 m                                                                                            | [ 6 ] [ 8 ]       |
| Wysokość                                         | 2,44 m                                                                                            | [ 6 ] [ 8 ]       |
| Szerokość                                        | 2,45 m                                                                                            | [ 6 ] [ 8 ]       |
| Rozstaw kół przednich                            | 1930 mm                                                                                           | [ 4 ]             |
| Rozstaw kół tylnych                              | 1752 mm                                                                                           | [ 4 ]             |
| Rozstaw pomiędzy osiami                          | 4260+1320 mm, 3690+1320 mm (dla wersji T138 6x6 PR14, PPR S3, PR S1, P19) oraz 4550 mm (T138 4x4) | [ 4 ]             |
| Prześwit                                         | 290 mm                                                                                            | [ 4 ] [ 6 ]       |
| Skrzynia biegów                                  | 5 + 1, zsynchronizowany 2 – 5 biegu                                                               | [ 4 ]             |
| Ładowność                                        | 12 000 kg                                                                                         | [ 4 ] [ 1 ]       |
| Masa własna                                      | 9400 kg (wersja skrzyniowa)                                                                       | [ 4 ]             |
| Liczba miejsc                                    | 3                                                                                                 | [ 7 ] [ 6 ]       |
| Prędkość maks.                                   | 71 km/h                                                                                           | [ 6 ] [ 4 ] [ 1 ] |

## Wersje
Tatra 138 występowała w kilku standardowych wariantach produkcyjnych:
- T138 S1 – wywrotka jednokierunkowa
- T138 S3 – wywrotka trójstronna
- T138 V, VN – cywilna oraz wojskowa platforma (zabudowy skrzyniowe i inne)
- T138 P1V – specjalna wersja wojskowa
- T138 CAS – jednostka gaśnicza
- T138 PP6V – koparka
- T138 PP5, PP4V, PP7 – cysterna
- T138 P3, P11, P18, PP2, PP5, PP6, PP7, PP8V – żuraw
- T138 PP7 – betoniarka

## Galeria

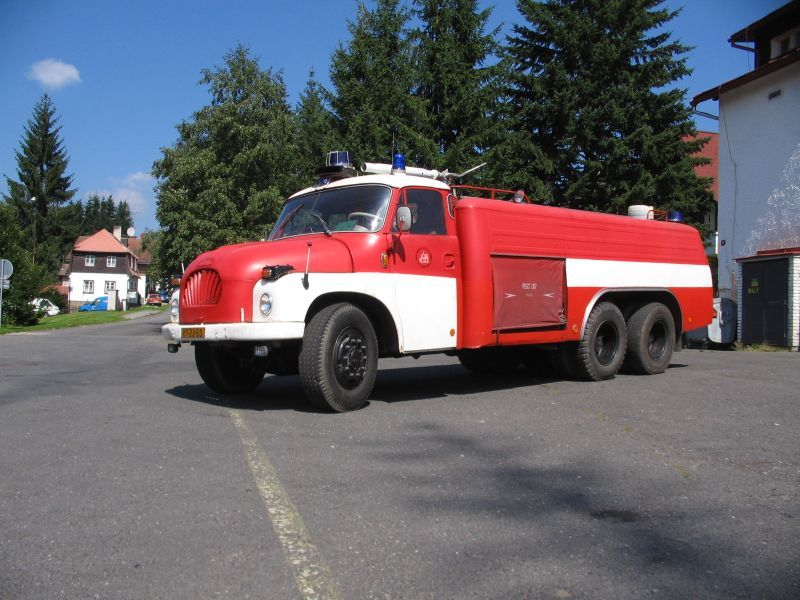
Wóz strażacki
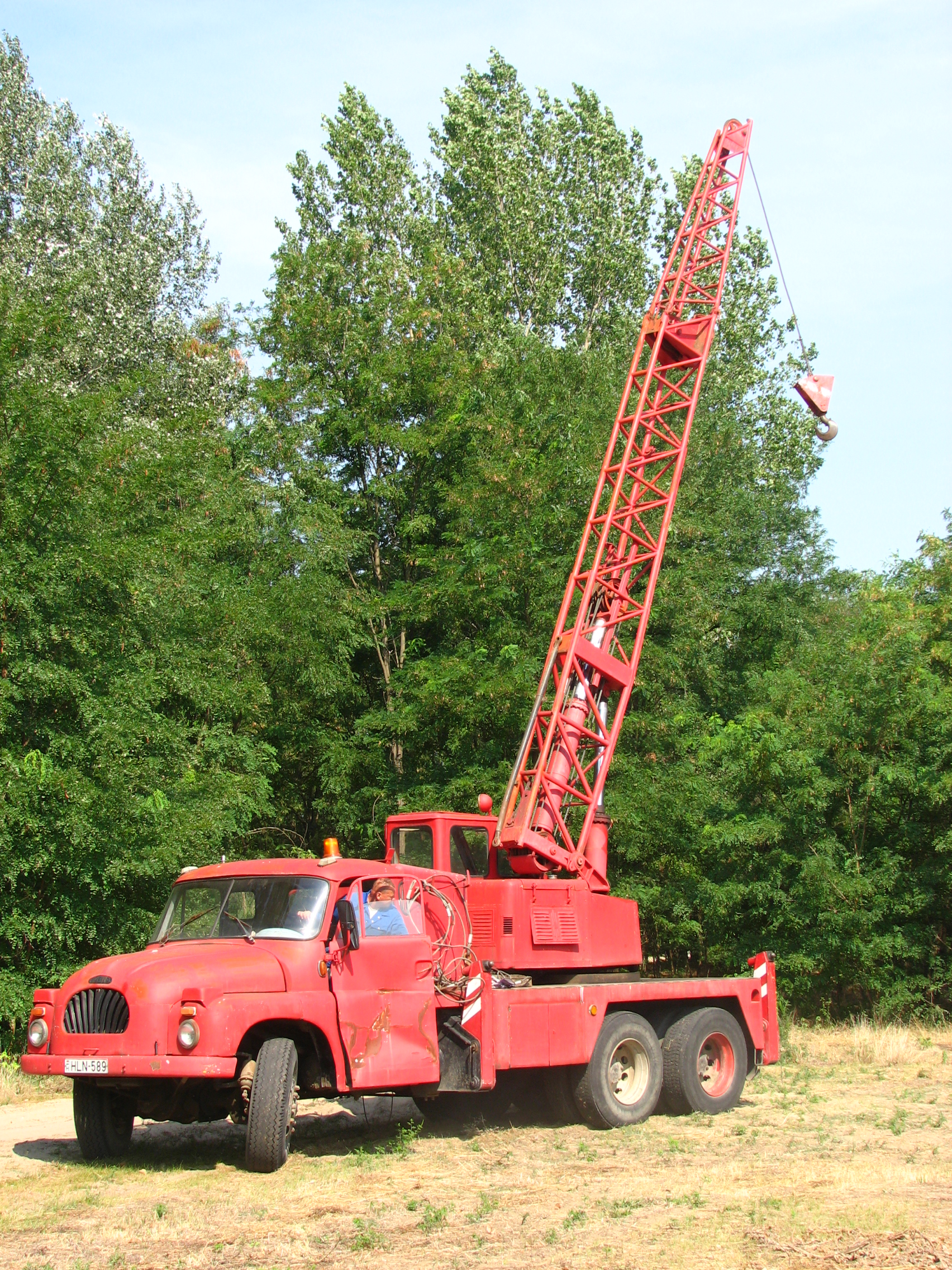
Dźwig
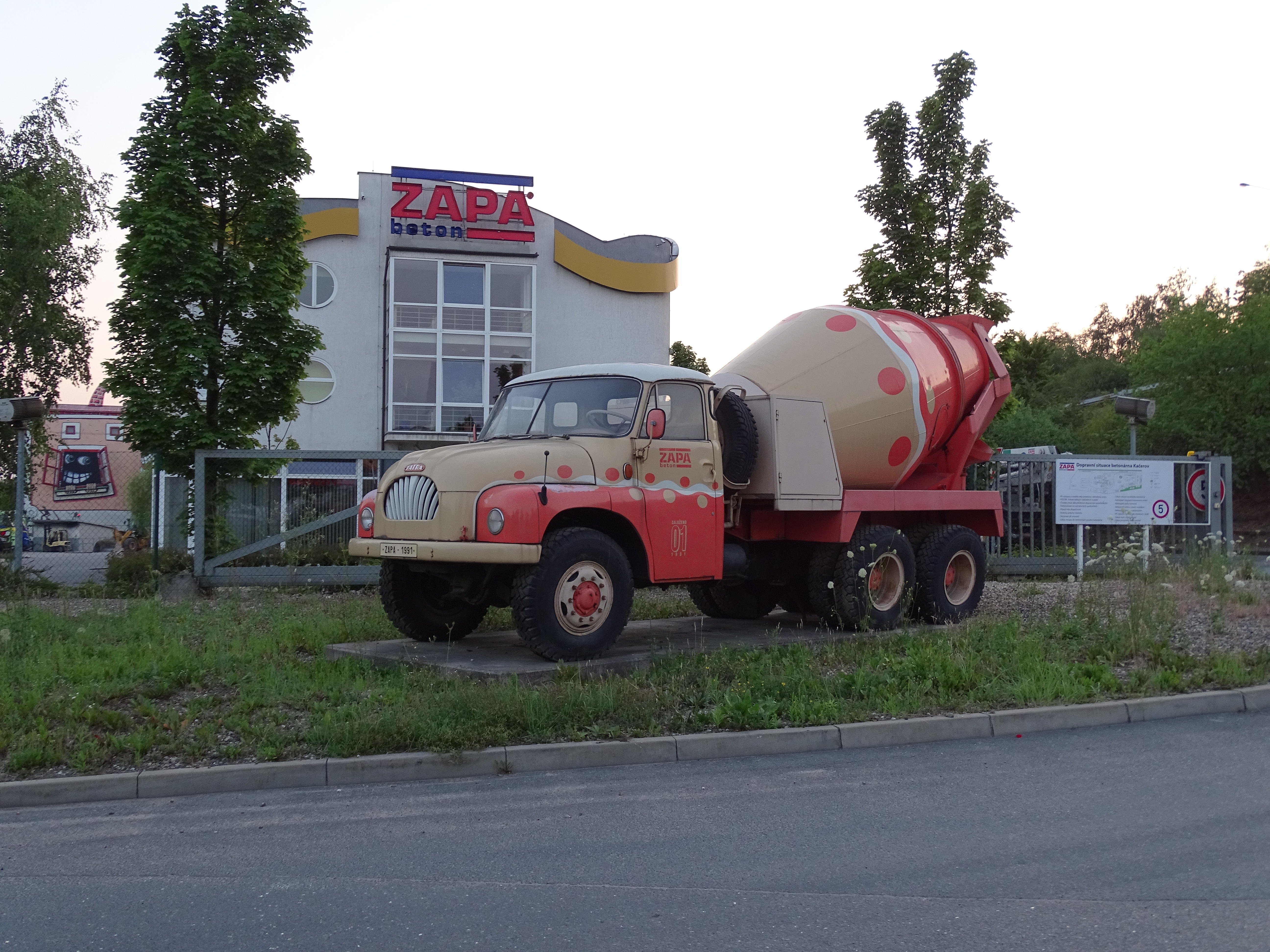
Betoniarka
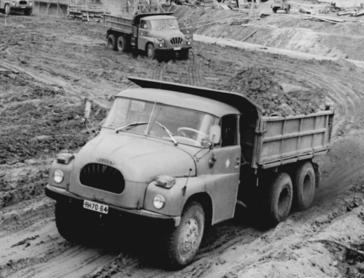
Wywrotka
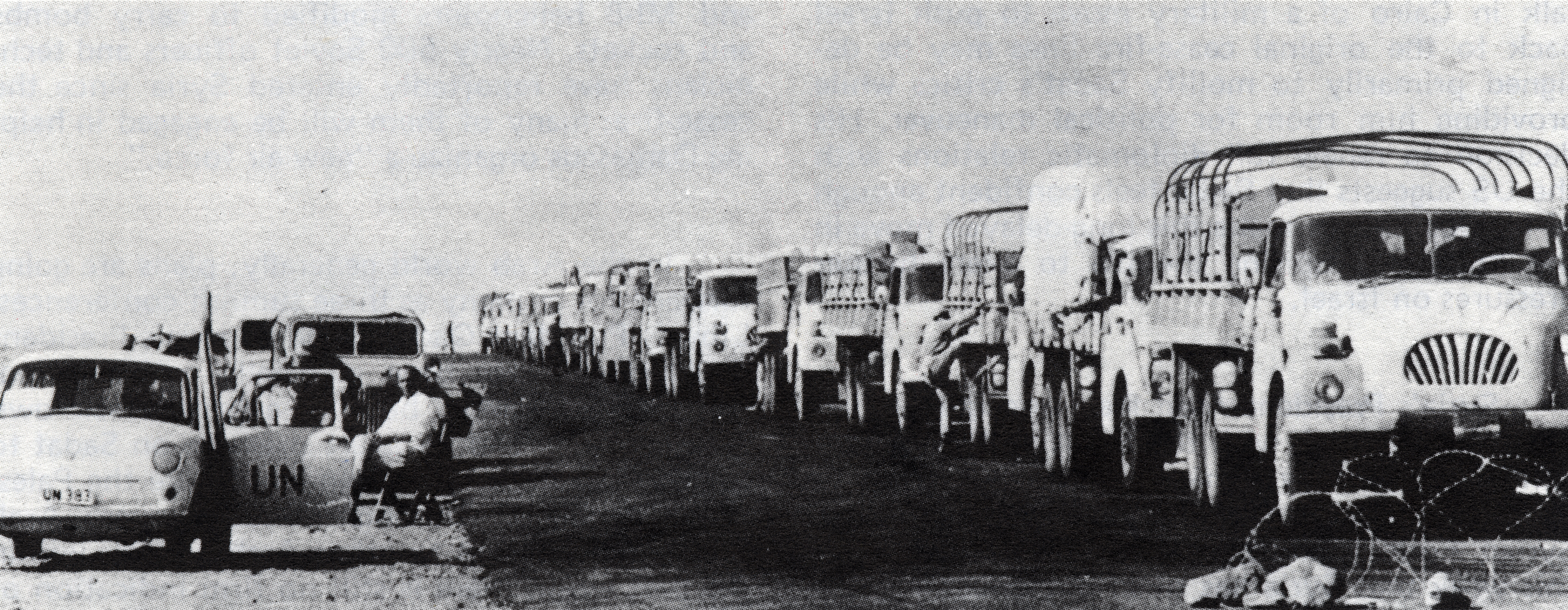
Tatra 138 na czele egipskiego konwoju podczas wojny Jom Kipur (1973)
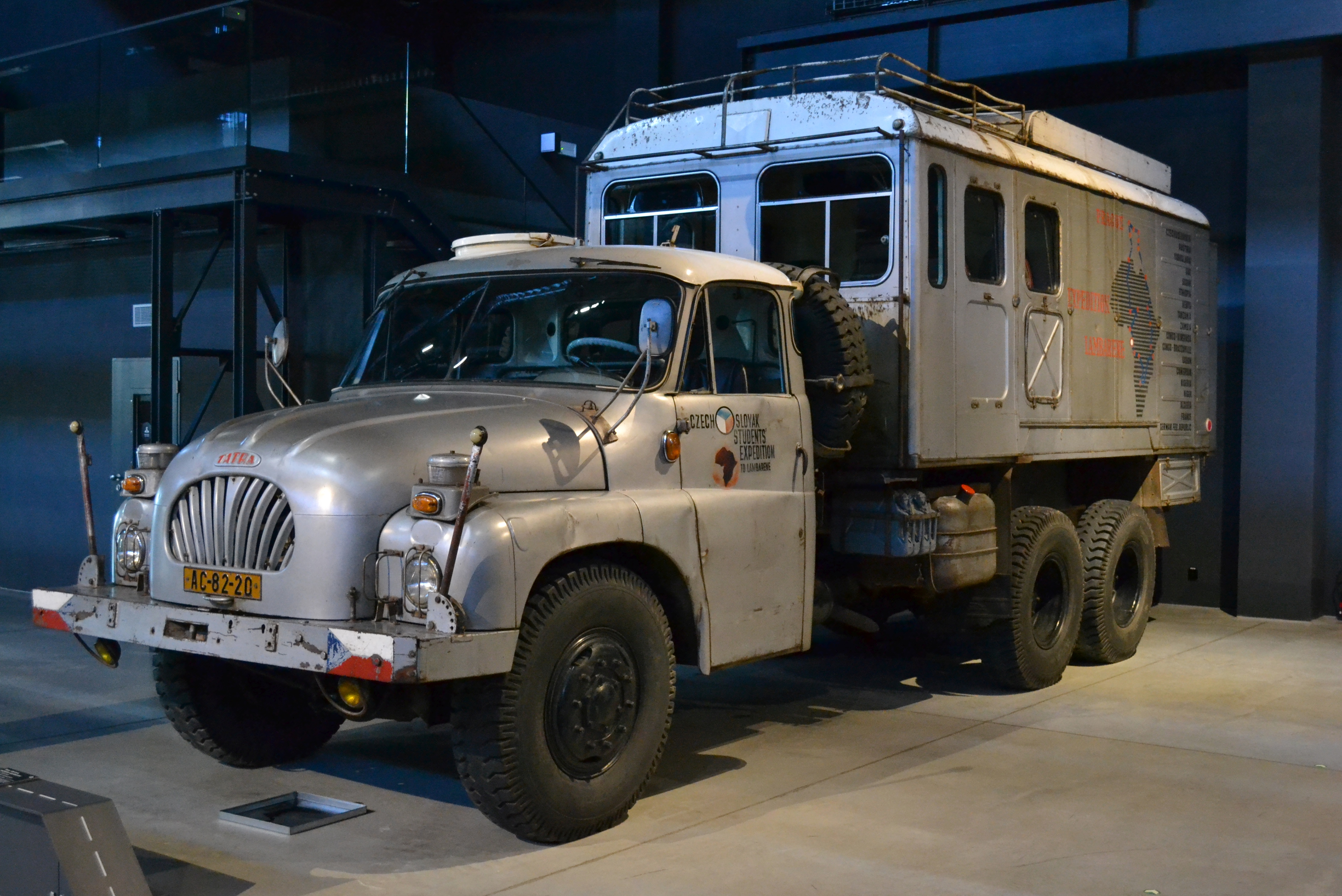
Tatra 138 uczestnicząca w ekspedycji do Lambaréné (1968), eksponat w muzeum samochodów ciężarowych Tatra(inne języki) w Kopřivnicach

## Informacje dodatkowe
- W 1968 roku Tatra 138 VN brała udział w ekspedycji mającej na celu dostarczenie leków do szpitala w Lambaréné w Gabonie, w czasie jej trwania pojazd pokonał odległość 38 000 km[1].
- Przy konstrukcji czechosłowackiego transportera opancerzonego OT-64 SKOT wykorzystano liczne podzespoły ciężarówki Tatra 138, w tym m.in. silnik T-928[9].
- Tatra 138 dzięki zastosowaniu systemu podgrzewania zbiornika paliwa świetnie sprawdzała się w chłodnym klimacie np. Syberii. Z powodu wyżej wymienionej cechy, a także prostoty i ogólnej trwałości konstrukcji była chętnie używana do ciężkich prac w krajach o słabo rozwiniętej infrastrukturze drogowej np. Polsce czy ZSRR. O jej trwałości może świadczyć fakt, że pojazdy te pomimo ładowności wynoszącej 12 ton były często wykorzystywane do przewożenia ładunków dwukrotnie cięższych niż zalecone przez producenta[10].